# جولي ديفيس
جولي ديفيس (بالإنجليزية: Julie Davis)‏ هي كاتِبة ومنتجة أفلام ومؤلفة وكاتبة سيناريو ومونتيرة ومخرجة وممثلة أمريكية، ولدت في 1969 بميامي في الولايات المتحدة.

## وصلات خارجية
- جولي ديفيس على موقع IMDb (الإنجليزية)
- جولي ديفيس على موقع ألو سيني (الفرنسية)
- جولي ديفيس على موقع أول موفي (الإنجليزية)
- جولي ديفيس على موقع قاعدة بيانات الأفلام السويدية (السويدية)
- جولي ديفيس على موقع قاعدة بيانات الفيلم (الإنجليزية)
- جولي ديفيس على موقع كينوبويسك (الروسية)